# 維亞齊沃克河
維亞齊沃克河（烏克蘭語：В'язівок），是烏克蘭的河流，位於該國東部，流經第聶伯羅彼得羅夫斯克州，屬於薩馬拉河的右支流，河道全長31公里，流域面積277平方公里。